# 中华民国史 (2011年版)
《中华民国史》是中国社会科学院近代史研究所于2011年推出的“非官方修纂”的历史著作，由中华书局出版。该书记民国史事，起自1912年，迄于1949年，共38年的中华民国大陆时期历史。该书被出版方称为“国内首部以中华民国史冠名的多卷本著作，是目前民国史学科研究成果的集中体现，代表了国内民国史研究的最高水平”。

## 编修过程
《中华民国史》的编撰可以追溯到1956年。随着“向科学进军”的热潮和双百方针的提出，在当年的中华人民共和国科学发展十二年规划中，列入了民国史研究的计划。1961年，在辛亥革命50周年纪念之际，董必武、吴玉章等人又提议开展民国史研究。1971年全国出版工作会议期间，国务院总理周恩来亲自指示，将编纂民国史列入国家出版规划，交由中国科学院哲学社会科学学部（中国社会科学院前身）近代史研究所负责组织实施，时任近代史研究所副所长李新负责统筹民国史研究工作。
文化大革命结束后的1977年，《中华民国史》编写工作开始。次年，《民国人物传》第一卷由中华书局出版，是民国史研究系列中最早出版的著作。1981年，《中华民国史》第一卷上下两册亦由中华书局出版。此后，其他各册陆续出版。2003年起，民国史学科被列为中国社会科学院重点学科，1996年中华民国史研究被确立为中国社会科学院重点学科。2011年，辛亥革命一百周年前夕，《中华民国史》全部完工，集结出版。

## 分卷规模
全书分36册，其中正编12卷16册，大事记12册，人物传8册，共约2000余万字。正编部分以重大历史事件为核心，按“中华民国的创立和南京临时政府统治时期”、“北洋政府统治时期”、“南京国民政府统治时期”的历史时段，分为12卷16册。大事记吸取编年体史书的优点，以“大事突出，要事不漏”为取材原则，围绕民国时期各阶段统治政权的活动这一中心，逐年、逐月、逐日并以大事、要事的重要程度，编排1905年至1949年间发生的历史大事。人物传选取民国年间政治、经济、军事、外交、文化、科技等领域的代表人物近千人，撰写人物简传。
| 卷册           | 编著者                         | 时间跨度       |
| -------------- | ------------------------------ | -------------- |
| 第一卷（上下） | 李新主编                       | 1894年－1912年 |
| 第二卷（上下） | 李新、李宗一主编               | 1912年－1916年 |
| 第三卷         | 李新、李宗一主编               | 1916年－1920年 |
| 第四卷         | 汪朝光                         | 1920年－1924年 |
| 第五卷         | 罗志田、杨天宏、冯筱才、何艳艳 | 1924年－1926年 |
| 第六卷         | 杨天石主编                     | 1926年－1928年 |
| 第七卷         | 曾业英、黄道炫、金以林         | 1928年－1932年 |
| 第八卷（上下） | 周天度、郑则民、齐福霖、李义彬 | 1932年－1937年 |
| 第九卷（上下） | 吴景平、曹振威                 | 1937年－1941年 |
| 第十卷         | 石源华、金光耀、石建国         | 1941年－1945年 |
| 第十一卷       | 汪朝光                         | 1945年－1947年 |
| 第十二卷       | 朱宗震、陶文钊                 | 1947年－1949年 |

## 评论
《中华民国史》出版后，民间认为很多事件和人物具有“颠覆性”观点。比如书中承认国民政府是当时的合法政权。其在抗日战争正面战场的作为在篇幅上大于敌后战场。对军统在打击汉奸、收集情报方面的工作，也给予了正面评价。
《中华民国史》在台湾並未引起廣泛關注。部分學者對于书中记载中华民国在1949年终结感到不滿，质疑违背九二共识。